# Завалишин, Ипполит Иринархович
Ипполит Ирина́рхович Завали́шин (8 [20] сентября 1808, Астрахань — не ранее 1883, предп. Самара, Симбирская губерния) — литератор и этнограф, брат мореплавателя Николая Иринарховича Завалишина и декабриста Дмитрия Иринарховича Завалишина. Иногда использовал литературный псевдоним Ипполит Прикамский.

## Биография
Ипполит Иринархович Завалишин родился 8 (20) сентября 1808 года в городе Астрахани Астраханской губернии. Происходил из дворян Тверской губернии. Отец — инженер-генерал-майор Иринарх Иванович Завалишин, Мать, Мария Никитична (урожденная Черняева, воспитанница Смольного института), умерла в 1809 году. 
Отец хотел, чтобы Ипполит, как и старший брат Дмитрий, поступил в Морской кадетский корпус, но после смерти Иринарха Ивановича (1821 год) мачеха (Надежда Львовна, урожденная Толстая,) определила И. И. Завалишина в 1823 году юнкером в Санкт-Петербургское артиллерийское училище, чтобы в дальнейшем он смог продолжить службу в гвардии. Учился плохо, жил не по средствам, запутался в долгах и был на грани исключения из училища, которого удалось избежать благодаря вмешательству вернувшегося из Америки старшего брата. События декабря 1825 года и последовавшее за ними следствие подсказали И. И. Завалишину способ выслужиться.

### «Участие» в декабристском движении
22 июня (4 июля)  1826 года во время прогулки Николая I на Елагином острове юнкер Завалишин передал ему донос (датированный 10 (22) июня 1826 года) с обвинением брата Дмитрия в государственной измене и получении огромных денежных сумм от иностранных держав для ведения в России подрывной деятельности. Николай I принял донос, передал его для расследования, и велел юнкера содержать под строгим и секретным караулом.
26 июня (8 июля)  1826 года дополнил донос, теперь уже сведениями о Симбирском тайном обществе, оговорив ни в чём не повинных людей, в том числе своего сводного двоюродного брата Ф. И. Тютчева.
29 июля (10 августа)  1826 года в присутствии члена следственной комиссии по делу декабристов генерал-адъютанта В. В. Левашова состоялась очная ставка братьев Завалишиных. В своих воспоминаниях Д. И. Завалишин пишет
...На очной ставке оказалось, что ложным доносчиком, который вел меня на виселицу, был облагодетельствованный мною мой младший брат Ипполит...
 В тот же день Ипполит в письме Государю потребовал добровольной ссылки вместе с братом.
Одним из первых среди современников выразил своё отношение к доносу Ипполита на брата друг его отца Петр Никифорович Ивашев, отец декабриста В. П. Ивашева, который приходился братьям Завалишиным сводным троюродным братом. Летом 1826 года Ивашев-старший хлопотал в Петербурге о судьбе сына и уже в письме жене от 3 (15) августа 1826 года назвал доносчика «выкидышем из природы…, который обнаружил чувства и виды изверга, излив свой яд в новом деле на несчастного брата и на всех, кого знает, и просит себе за это награды».
22 августа (3 сентября)  1826 года (в день коронации Николая I) Ипполит был заключен в Петропавловскую крепость.
22 сентября (4 октября)  1826 года за ложный донос разжалован в рядовые и сослан на службу в Оренбург.
В Москве втерся в доверие к начальнику корпуса внутренней стражи полковнику Штемпелю, и тот, под своей личной ответственностью, разрешил ему свободно разъезжать по городу. По выезде из Москвы, Завалишин поспешил послать донос на Штемпеля, рассказав о небрежном отношении полковника к своим обязанностям и о плохом надзоре за порученными ему государственными преступниками. За проявленное сочувствие к разжалованному полковник корпуса внутренней стражи Штемпель, который позволил ссылаемому «под присмотром» в Оренбургский гарнизон Ипполиту Завалишину в течение нескольких дней прожить в Москве и отправил его не этапом, а в сопровождении выделенного унтер-офицера на обывательской подводе, подвергся аресту на две недели.
Выехав из Москвы, Завалишин сумел отделаться и от своих провожатых, и от своих бумаг ссыльного. Во Владимир он прибыл под именем комиссионера Иванова и сумел понравиться губернатору, которого уверил в пропаже своих документов. Губернатор, граф Апраксин, выдал ему открытый лист на свободный проезд по делам службы и отпустил из казенных средств 130 рублей прогонных. Завалишин отблагодарил губернатора по-своему. Уже в Оренбурге он заявил начальству, что граф Апраксин — один из тех членов тайных обществ, которые сумели уцелеть при разгроме декабристов, и что граф является руководителем Владимирского тайного общества, продолжающего деятельность заговорщиков 1825 года. В июле 1827 года по прошению покинул пост губернатора и почти три года был в отставке.
12 (24) декабря 1826 года прибыл в Оренбург.

### В Оренбурге
Оренбургское начальство назначило Завалишина в артиллерийскую часть, а так как из Петербурга было предписано сообщать в столицу каждую неделю о поведении сосланного, то за ним было установлено специальное наблюдение.
В начале XIX века в Оренбурге существовало «основанное отчасти по правилам масонства» отделение московского новиковского общества, руководителем которого сначала был начальник Оренбургского таможенного округа П. Е. Величко, а после его смерти — аудитор линейного батальона, одаренный писатель и историк П. М. Кудряшев. Появившийся в гарнизоне разжалованный в солдаты Ипполит Завалишин активно выдавал себя за жертву декабрьских событий и, воспользовавшись доверием вольнолюбивой молодежи, убедил некоторых из них приступить к осуществлению политической цели — изменению монархического правления в России. Завалишин говорил, что является представителем Владимирского тайного общества и имеет поручение вербовать членов в Оренбурге, что скоро будет дан сигнал к новому выступлению против царя, и тогда все пострадавшие по делу о восстаниях 1825 года будут награждены.

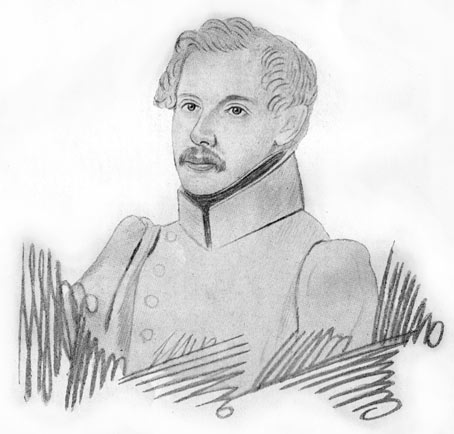
Василий Павлович Колесников

Портупей-прапорщик Колесников обратился за советом к Кудряшову и, чтобы выяснить намерения Завалишина, получил разрешение продолжать с ним отношения. Колесников уговорил прапорщика Таптикова, и оба они были приняты в созданное Завалишиным Оренбургское тайное общество. Потом Колесников принял прапорщика Дружинина, а затем прапорщика Старкова, юнкера Шестакова и служившего в ратуше, коллежского регистратора Дынькова. Таптиков принял казачьего сотника Ветошникова. Подготовку к достижению своих истинных целей Завалишин завершил тем, что получил от принятых в мнимое общество расписки на сочиненной им же клятве.
Завалишин попался в нарушении порядка службы и дисциплины и был посажен под арест. Находясь под арестом, Ипполит Завалишин в трех донесениях, написанных командующему Оренбургским корпусом военному губернатору П. К. Эссену от 14 (26) апреля 1827 года, 19 апреля (1 мая)  1827 года и 23 апреля (5 мая)  1827 года, открыл планы и членов тайного общества и приложил к ним копии устава, инструкции (которые в подлинниках имеют будто бы подписи председателя Таптикова и секретаря Колесникова. При этом провокатор пометил оба документа 15 (27) сентября 1826 года, т. е. временем, когда он ещё не был в Оренбурге) и семь подлинников клятвенных расписок. Последовали аресты. В ночь с 25 апреля (7 мая)  1827 года на 26 апреля (8 мая)  1827 года были арестованы 33 военных и гражданских чиновника. Завалишин пытался замешать в дело многих лиц и даже ухитрился из-под караула послать донос в Санкт-Петербург о злоупотреблениях самого Эссена. Этот донос прислан был к Эссену, с повелением судить Завалишина и за этот поступок. Арестованный наряду с другими Кудряшов скоропостижно умер.

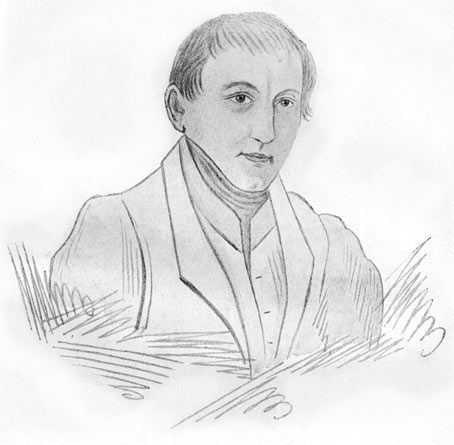
Дмитрий Петрович Таптиков

Суд под председательством дивизионного командира генерал-лейтенанта А.С. Жемчужникова приговорил колесовать прапорщика Дмитрия Петровича Таптикова (возрастом 30 лет), портупей-прапорщика Василия Павловича Колесникова (24 года), хорунжего (или сотника) Ветошникова (23 года) и рядового Завалишина (19 лет); лишить живота прапорщика Старкова (25 лет) и портупей-прапорщика Хрисанфа Михайловича Дружинина (19 лет), разжаловать вечно в солдаты унтер-офицера Шестакова (или юнекра Шастакова 17 лет). 
Генерал Эссен конфирмовал: сослать в каторжную работу: Таптикова на 12 лет, Колесникова на 24, Дружинина на 8, Завалишина вечно; Ветошникова и Старкова вечно в солдаты; а Шестакова на три года в солдаты, без лишения дворянства.
Аудиторский департамент положил: Таптикова на 8 лет, Колесникова на 12, и Дружинина на 6 лет в каторжную работу; а о Старкове, Шестакове, Ветошникове и Завалишине подтвердил конфирмацию военного губернатора.

В докладе по итогам разбирательства приведено решение военного суда
... Завалишина, как главного виновника в злоумышлении, лишив дворянского достоинства и воинского звания сослать в Сибирь на каторжную работу вечно. Колесникова, Дружинина и Таптикова, лишив чинов и дворянского достоинства и исключив из воинского звания, сослать в Сибирь в каторжную работу: Колесникова на 12 лет, Таптикова на 8, а Дружинина на 6 лет, и по истечение назначенного срока оставить в Сибири на поселении…
 Ветошникова и Старкова вечно в солдаты, а Шестакова вечно в солдаты и лишить дворянства; солдат отправили на Кавказ. Коллежский регистратор Дыньков (возрастом 19 лет) судился гражданским судом.
12 (24) сентября 1827 года осужденным объявили приговор, обрили, одели в армяки, заковали в кандалы, попарно примкнули к железному пруту — «канату» и 13 (25) сентября 1827 года отправили в Сибирь. В начале октября были в Уфе. 11 (23) октября 1827 года вышли из Уфы и 16 (28) октября 1827 года прибыли в Бирск, а 1 (13) ноября 1827 года в Красноуфимск. По прибытии в Екатеринбург 13 (25) ноября 1827 года, Завалишин пытался подбить «товарищей» по несчастью на побег, якобы с целью взбунтовать местных жителей, соблазнив их деньгами и золотом, но повторно они довериться ему не решились. В Камышлове Завалишин остался по болезни. Весной 1828 года из Тобольска отправил императору донос на оренбургского губернатора Эссена. Николай I оставил донос без внимания, вскоре назначил Эссена санкт-петербургским генерал-губернатором.

### Каторга и поселение в Сибири

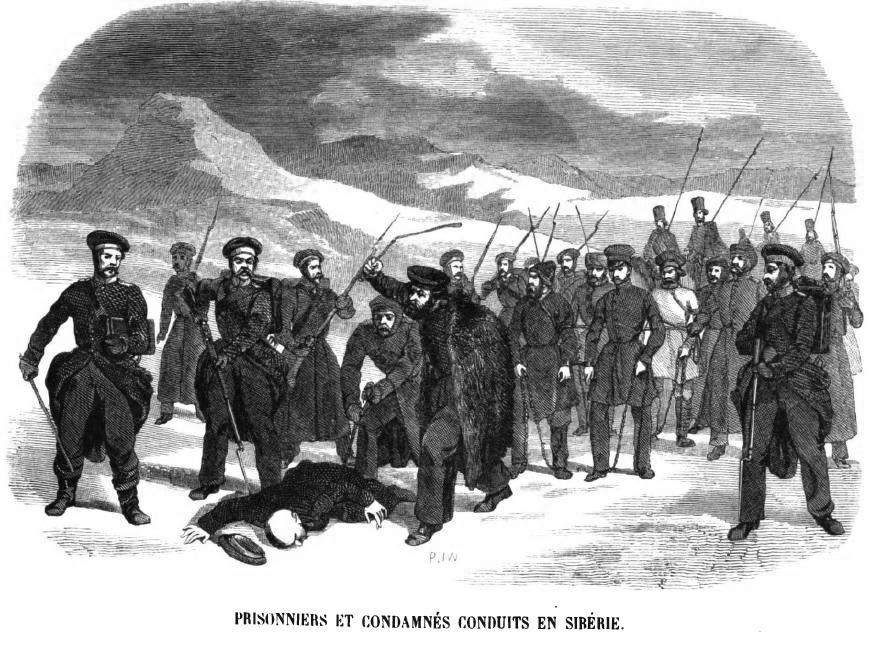
Осужденные на этапе в Сибири

В сентябре 1828 года этап прибыл в Читинский острог.

Осенью 1830 года Ипполит Завалишин, Колесников и Таптиков были переведены в Петровский завод, где были заточены около 70 наиболее активных участников декабристских тайных обществ, осужденных по первым пяти разрядам. Портреты Таптикова и Колесникова вошли в собрание портретов узников, созданных художником-декабристом Николаем Бестужевым. Более восьми лет И. Завалишин находился в Петровском заводе. Михаил Бестужев называл его «незваный член нашего общества» из-за ничем не оправданного пребывания среди революционеров. В своих воспоминаниях декабрист А. Ф. Фролов отмечал, что Ипполит Завалишин не выказывал ничем 
... «ни малейшего раскаяния, ни стыда, ни хоть сожаления о молодых людях, которых он погубил. Я шесть лет пробыл с ним в одной ограде и при встрече с ним проходил, не обращая на него внимания; так  и все поступали»...
Только Михаил Лунин выражал сочувствие «пропащему».
23 июля (4 августа)  1842 года управляющий Петровским заводом капитан Таскин отправил рапорт губернатору В. Я. Руперту, в котором доносил, что вынужден заковать И. Завалишина в кандалы за его дерзкое поведение. В ответ генерал-губернатор приказал «употреблять Завалишина в тяжкую работу скованным в течение одного месяца».
10 (22) сентября 1843 года Завалишин женился в Петровском заводе на дочери отставного служителя Авдотье Лукиничне Сутуриной. Она была моложе Ипполита на 16 лет. Родившегося сына назвали Николаем.
В марте 1844 года пришло повеление о переводе И. И. Завалишина на поселение в Верхнеудинск. В 1848 году в Верхнеудинске приговорён к наказанию розгами за сочинение ложных жалоб и доносов. По получении в Санкт-Петербурге донесения об этом было высочайше повелено заменить телесное наказание заключением в тюрьму на 2 недели, но приговор был уже исполнен.
С 1850 года находился в Кургане. По приезде Авдотья Лукинична купила у крестьянина Ефима Бурцева усадьбу на улице Дворянской размером 12х30 саженей с одноэтажным деревянным домом. 30 августа (11 сентября)  1850 года тобольский окружной землемер Завьялов нарезал положенный участок земли в 15 десятин из дач, прежде отводимых А. Е. Розену и др. декабристам вблизи Бошняковского озера. Верный себе, Завалишин продолжал писать доносы на своих товарищей, в том числе А. Ф. Бриггена и Д. А. Щепина-Ростовского. Чтобы разобраться в доносах ссыльного И. Завалишина, в качестве чиновника особых поручений из Тобольска в Курган был откомандирован управляющий Тобольским приказом о ссыльных М. П. Угрюмовский, но Завалишин написал донос и на него. Завалишин написал генерал-губернатору Западной Сибири Г. Х. Гасфорду донос о грабительских взятках своего друга, курганского городничего Р. М. Тарасевича. После расследования в 1853 году городничий отправлен в отставку с выговором от Совета главного управления.
12 (24) ноября 1854 года по распоряжению генерал-губернатора Завалишин посажен в курганский острог по обвинениям в ябедничестве, подстрекательстве разных лиц к подаче несправедливых жалоб, буйстве, пьянстве и подозрению в хищении у курганского купца 50 рублей серебром. Генерал-губернатор Г. Х. Гасфорд в рапорте Л. В. Дубельту от 5 (17) октября 1855 года указывал, что, находясь в Кургане, Завалишин под своим и чужими именами сочинил 183 кляузы. Он создал себе славу борца за справедливость, и к нему потянулись крестьяне с жалобами на власть. Завалишин увлекал своими неблагонамеренными советами и обещаниями крестьян, которые по простоте своей доверяли ему, возбудил переселенцев из европейских губерний к жалобам на неудобство отведённых им мест и на притеснение местного начальства. Манифест 1856 года об амнистии декабристов к нему применен не был. По приказу Тобольской казенной палаты от 23 мая (4 июня)  1856 года и согласно отношению курганского городничего от 19 июня (1 июля)  1856 года государственным и политическим преступникам и «жене государственного преступника Завалишина, содержащегося в тюремном замке», выдали пособие, общей суммой 514 руб. 28 коп.
В 1857 году Завалишин выслан в Пелым. Тобольская казённая палата 3 (15) июля 1857 года предписала курганскому казначейству немедленно выдать из экстраординарной губернской суммы курганскому городничему А. Н. Бучковскому 24 руб. 24 коп. серебром на прогоны до Пелыма, «следующие поселенцу из государственных преступников Ипполиту Завалишину». Ипполит, сопровождаемый конвоем, уехал. Авдотья Лукинична продала усадьбу 2 (14) июля 1858 года за 242 руб. 85 коп., заплатив 23 руб. пошлины в казначейство, и выехала к мужу.
Из Пелыма переведён в Ялуторовск. С 1860 года жил в Туринске, в 1863 году — в Тюмени. Краевед и библиограф Н. Я. Агафонов писал, что по возвращении из Сибири в начале 1870-х годов И. И. Завалишин жил в Казани и Козьмодемьянске;  в последний период жизни — в Самаре.

## Литературная деятельность
В марте 1851 года отправил начальнику 3-го отделения графу Орлову поэтический опус «Рукопись о государственной эпопее», в котором прославлял династию Романовых. Резолюция 3-го отделения: «Хотя сочинение Завалишина исполнено хорошего духа, но написано тяжёлыми стихами и без всяких литературных достоинств, а потому оставить рукопись без внимания».
В 1863 году в «Тобольских губернских ведомостях» напечатал «Путевые очерки».
В 1862—1865 годах вышло из печати «Описание Западной Сибири (Архивная копия от 27 апреля 2021 на Wayback Machine»). Как географ и этнограф Завалишин анализирует природные и экономические ресурсы Сибири и Восточного Казахстана. Много поездивший по Сибири наблюдательный автор не оставляет без внимания явления природы, особенности архитектуры, памятники и исторические сведения, быт и занятия местных жителей, что делает его «Описание» актуальным по сей день. Не без горечи Завалишин писал, что с освоением Сибири началось интенсивное вмешательство в природу и местные жители жаловались, что пришельцы «жгут тайгу, а в той тайге прежде был зверь, а ныне того зверя стало меньше».
Писал и беллетристику, в том числе повесть «Затункинская красавица» о женах декабристов, рассказы «Парамоныч», «Аполлон Прикамский»,"Ольхонянка" и др.

## Оценки личности И. И. Завалишина
Неоднозначность личности Ипполита Иринарховича Завалишина обусловила разнообразие оценок его в различных источниках, которые характеризуют его как:
- полудекабриста[25], декабриста и известного декабриста[32][33];
- военного и государственного деятеля[34];
- писателя-этнографа, поэта[35][36];
- авантюриста, уверовавшего в своё избранничество[37][38];
- провокатора[39][40][41][42];
- душевнобольного[43].

Литературовед Ю. М. Лотман, исследовавший амплуа героев литературного явления «хлестаковщины», опирался и на характеристики И. И. Завалишина, оставленные наблюдавшим за ним в ходе следствия по делу декабристов генералом П. А. Козеном
 Штрайх С. Я. Провокатор Завалишин

Артиллерийского училища юнкер Ипполит Завалишин… имеет горячую голову, склонную ко всему дурному. Он ветрен, самонадеян, вольнодумец, думает всякого разговорами своими обмануть. Во время нахождения его под арестом, замечено в разговорах его, что, когда он подавал государю императору бумагу, то он, говоря о том, сказал: «Если бы государь император, читая мои бумаги, мог читать, что у меня в сердце, то он послал бы меня к черту». Он читал более, нежели по летам его ожидать можно, имея память хорошую, он много стихов знает наизусть. Он показывал радость, что брат его отсылается в каторжную работу и он через то наследует часть его имения. Он поведения дурного, ибо будучи уже под арестом он мне признался, что ему до вступления в училище все трактиры и кабаки в Петербурге бы известны. Он считает, что донесением своим сделал как государю, так и отечеству большую услугу, за что и ожидает быть флигель-адъютантом.

## Список произведений
- Описание Западной Сибири. — 1-е изд. — М.: В тип. Грачёва и комп., 1862. — 414 с.

## Семья
Фамилия Завалишиных восходит ко второй половине XVI века. Московский боярин Андрей Никифорович Завалишин принял постриг с именем Адриан, убит 15 мая 1550, прославлен церковью как преподобномученик Адриан Ондрусовский.
- Дед, надворный советник Иван Максимович Завалишин, был воеводой в Курмыше в 1766—1774 годах.
- Отец, инженер-генерал-майор Иринарх Иванович Завалишин (1769—1821), шеф Астраханского гарнизонного полка, писатель.
- Мать, Мария Никитична (урожд. Черняева, ? —1809), воспитанница Смольного института
- Мачеха, Надежда Львовна (урожд. Толстая, (1774—?)
  - Брат, капитан 2-го ранга Николай Иринархович Завалишин (1797—1847), мореплаватель, исследователь Арктики
  - Брат, Дмитрий Иринархович Завалишин (1804—1892), декабрист.
    - Внучатый племянник, Дмитрий Иванович Еропкин (1908—1938, расстрелян), астрофизик.
- Жена, Авдотья Лукинична (урожд. Черняева, ок. 1824—?)
  - Сын, Николай